# Parque e Reserva Nacional Arquipélago Mingan
O Parque e Reserva Nacional Arquipélago Mingan é um parque nacional canadense localizado no leste da província de Quebec. O parque foi criado em 1984 e engloba o Arquipélago Mingan, o qual tem 40 ilhas.